# Елені Кості
Елені Кості (6 листопада 1985) — грецька плавчиня.
Учасниця Олімпійських Ігор 2004, 2008 років.